# Kepler-31
Kepler-31 — звезда, которая находится в созвездии Лебедя на расстоянии около 5773 световых лет от нас. Вокруг звезды обращаются, как минимум, две планеты и два кандидата в планеты.

## Характеристики
Kepler-31 представляет собой звезду главной последовательности 15 видимой звёздной величины, по размерам и массе сравнимую с нашим Солнцем. Впервые в астрономической литературе упоминается в каталоге 2MASS, опубликованном в 2003 году. Масса звезды равна 1,21 солнечной, а радиус — 1,22 солнечного. Температура поверхности звезды составляет приблизительно 6340 кельвинов.

## Планетная система

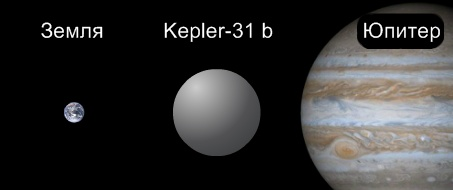
Сравнительные размеры Земли, Kepler-31 b и Юпитера.

В 2012 году группой астрономов, работающих с данными, полученными орбитальным телескопом Kepler, было объявлено об открытии двух планет и двух кандидатов в планеты в системе. Планета Kepler-31 b представляет собой горячий юпитер — газовый гигант, обращающийся близко к родительской звезде. Её масса и радиус равны 6,8 и 0,38 юпитерианских. Планета Kepler-31 c имеет похожие характеристики, однако она менее массивна. 
Массы неподтверждённых планетарных объектов — KOI 935.04 и Kepler-31 d — неизвестны. По размерам они значительно меньше Юпитера. Ниже приводится сводная таблица более точных данных характеристик планет.